# Femke Meines
Femke Meines (Tuitjenhorn, 11 mei 2000) is een Nederlandse zangeres en actrice. Ze werd bekend door haar deelname aan het talentenjachtprogramma Junior Songfestival, waarmee ze in 2012 de nationale finale won.

## Biografie
In 2011 deed ze mee aan het Junior Songfestival met het liedje "Tik Tak Tik", maar ze kwalificeerde zich niet voor de halve finale. In 2012 probeerde ze het met het liedje "Zomerzon" maar eenmaal bij de audities vroeg de jury of ze haar nummer "Tik Tak Tik" nog een keer wilde zingen, en zo ging ze toch met het eerste liedje door. Deze keer had ze wel succes en plaatste zich voor de finale. Uiteindelijk werd ze geselecteerd om Nederland te  vertegenwoordigen op het Junior Eurovisiesongfestival 2012. Deze vond plaats op 1 december 2012 in de Heineken Music Hall. Ze won van MainStreet, Alessandro, Sterre en Melle. In de internationale finale in Amsterdam werd Meines 7e, met 69 punten.
Op 8 maart 2013 werd haar volgende single, getiteld "Dan kies ik voor jou", uitgebracht. Op 6 december 2013 kwam haar volgende single uit getiteld "Kerst met jou". Als figuranten speelden een aantal familieleden mee in deze clip.
Begin 2014 nam Meines een aantal nieuwe nummers op in de Shamrock Studios in Baarn. Samen met producers Holger Schwedt en Sander Rozeboom nam ze ook een duet op met haar vader: Anne-Kees Meines. Dit zelfgeschreven liedje over hun vader-dochterrelatie heeft als titel "Dat zijn wij" en kwam uit op 18 april 2014. In de bijhorende videoclip werden authentieke beelden van Meines en haar vader van vroeger verwerkt.
Meines werd begin 2014 gevraagd mee te doen aan het SBS-programma Sterren Springen. Ze kwam niet verder dan de eerste liveshow.
In 2016 begon Meines met Disney samen te werken. Ze deed daarvoor een fotoshoot en ontmoette de cast van Violetta. Vanaf mei 2016 speelde ze Liz in de serie Just Like Me!, uitgezonden door Disney Channel. Begin 2018 werd Femke gecast voor het personage Fleur voor de film 'Elvy's Wereld, So Ibiza'. In 2020 heeft Meines voor de film Engel, naar het boek van Isa Hoes en haar dochter Vlinder, twee nieuwe singles uitgebracht: de officiële titelsong "Dichterbij" en "Mooi Begint Van Binnen". 

## Discografie

### Albums
| Album met eventuele hitnotering(en) in de Nederlandse Album Top 100 | Datum van verschijnen | Datum van binnenkomst | Hoogste positie | Aantal weken | Opmerkingen                                           |
| ------------------------------------------------------------------- | --------------------- | --------------------- | --------------- | ------------ | ----------------------------------------------------- |
| Junior Songfestival 2012                                            | 2012                  | 22-09-2012            | 7               | 5*           | als onderdeel van Finalisten Junior Songfestival 2012 |

### Singles
| Single met eventuele hitnotering(en) in de Nederlandse Top 40 | Datum van verschijnen | Datum van binnenkomst | Hoogste positie | Aantal weken | Opmerkingen                                                                        |
| ------------------------------------------------------------- | --------------------- | --------------------- | --------------- | ------------ | ---------------------------------------------------------------------------------- |
| "Tik tak tik"                                                 | 2012                  | -                     |                 |              | Nr. 74 in de Single Top 100                                                        |
| "JSF party"                                                   | 2012                  | -                     |                 |              | als onderdeel van Finalisten Junior Songfestival 2012/ Nr. 77 in de Single Top 100 |
| "Dan kies ik voor jou"                                        | 08-03-2013            | -                     |                 |              |                                                                                    |
| "Kerst met jou"                                               | 06-12-2013            | -                     |                 |              |                                                                                    |
| "Dat zijn wij"                                                | 18-04-2014            | -                     |                 |              |                                                                                    |
| "Op grote schouders"                                          | 31-07-2014            | -                     |                 |              |                                                                                    |
| "Geen zin"                                                    | 26-10-2014            | -                     |                 |              |                                                                                    |
| "Unica"                                                       | 25-03-2015            | -                     |                 |              | De single voor de tv-serie Violetta                                                |
| "Smelt"                                                       | 22-05-2015            | -                     |                 |              |                                                                                    |
| "Nog een kus"                                                 | 30-10-2015            | -                     |                 |              |                                                                                    |
| "Just Like Me"                                                | 2016                  | -                     |                 |              | Met de cast van de serie Just Like Me                                              |
| "Wazig"                                                       | 09-09-2016            | -                     |                 |              | Stond even in de Tip Parade van de Top40                                           |
| "Dichterbij"                                                  | 19-06-2020            | -                     |                 |              | Officiële titelsong van de film Engel                                              |
| "Mooi Begint Van Binnen"                                      | 19-06-2020            | -                     |                 |              |                                                                                    |

### Specials
| Single met eventuele hitnotering(en) in de Nederlandse Top 40 | Datum van verschijnen | Datum van binnenkomst | Hoogste positie | Aantal weken | Opmerkingen |
| ------------------------------------------------------------- | --------------------- | --------------------- | --------------- | ------------ | ----------- |
| "Dat zijn wij"                                                | 2014                  | -                     |                 |              |             |

2003: Roel ·
2004: Klaartje & Nicky ·
2005: Tess ·
2006: Kimberly ·
2007: Lisa, Amy & Shelley ·
2008: Marissa ·
2009: Ralf ·
2010: Anna & Senna ·
2011: Rachel ·
2012: Femke ·
2013: Mylène & Rosanne ·
2014: Julia ·
2015: Shalisa ·
2016: Kisses ·
2017: FOURCE ·
2018: Max & Anne ·
2019: Matheu ·
2020: UNITY ·
2021: Ayana ·
2022: Luna Sabella ·
2023: Sep & Jasmijn ·
2024: Stay Tuned